# Jean Champion
Jean Champion, född 9 mars 1917 i Chalon-sur-Saône, död 23 maj 2001, var en fransk skådespelare. Han medverkade i 60 filmer mellan 1962 och 1996.

## Filmografi i urval
- 1963 – Muriel
- 1964 – Paraplyerna i Cherbourg
- 1973 – Bjudningen
- 1973 – Dag som natt
- 1974 – Frihetens fantom
- 1976 – Mr. Klein
- 1981 – Coup de torchon